# Franciscaines du Saint-Esprit de Montpellier
Les franciscaines du Saint-Esprit est une congrégation religieuse féminine enseignante et hospitalière de droit pontifical.

## Historique
La congrégation est fondée à Montpellier le 19 mars 1861 par Caroline Baron (1820-1882) en religion Mère Françoise du Saint-Esprit avec l'approbation de Charles-Thomas Thibault, évêque de Montpellier. Le 3 avril 1861, la fondatrice et quatre compagnes ouvrent une école à Saint-Chinian qui restera la maison-mère de l'institut jusqu'en 1895. Les franciscaines du Saint-Esprit sont approuvées le 20 janvier 1862 par le nouvel évêque de Montpellier, Mgr François-Marie-Joseph Lecourtier ; elles se répandent rapidement dans le sud de la France ; la première maison à l'étranger est ouverte en Espagne en 1903 et les premières missionnaires de la congrégation s'installent au Pérou en 1940. 
L'institut est agrégé à l'ordre des frères mineurs capucins le 10 septembre 1920, il reçoit le décret de louange en 1930, il est définitivement approuvé ainsi que ses constitutions religieuses le 19 juillet 1939.

## Activités et diffusion
Les sœurs se consacrent principalement à l’enseignement, à l’aide aux malades et aux pauvres. 
Elles sont présentes en : 
- Europe : France, Italie, Espagne.
- Amérique : Colombie, Pérou.
- Afrique : République centrafricaine, République démocratique du Congo.

La maison généralice est à Miranda de Ebro.
En 2017, la congrégation comptait 268 sœurs dans 43 maisons.